# Takahashi Yoshitoki

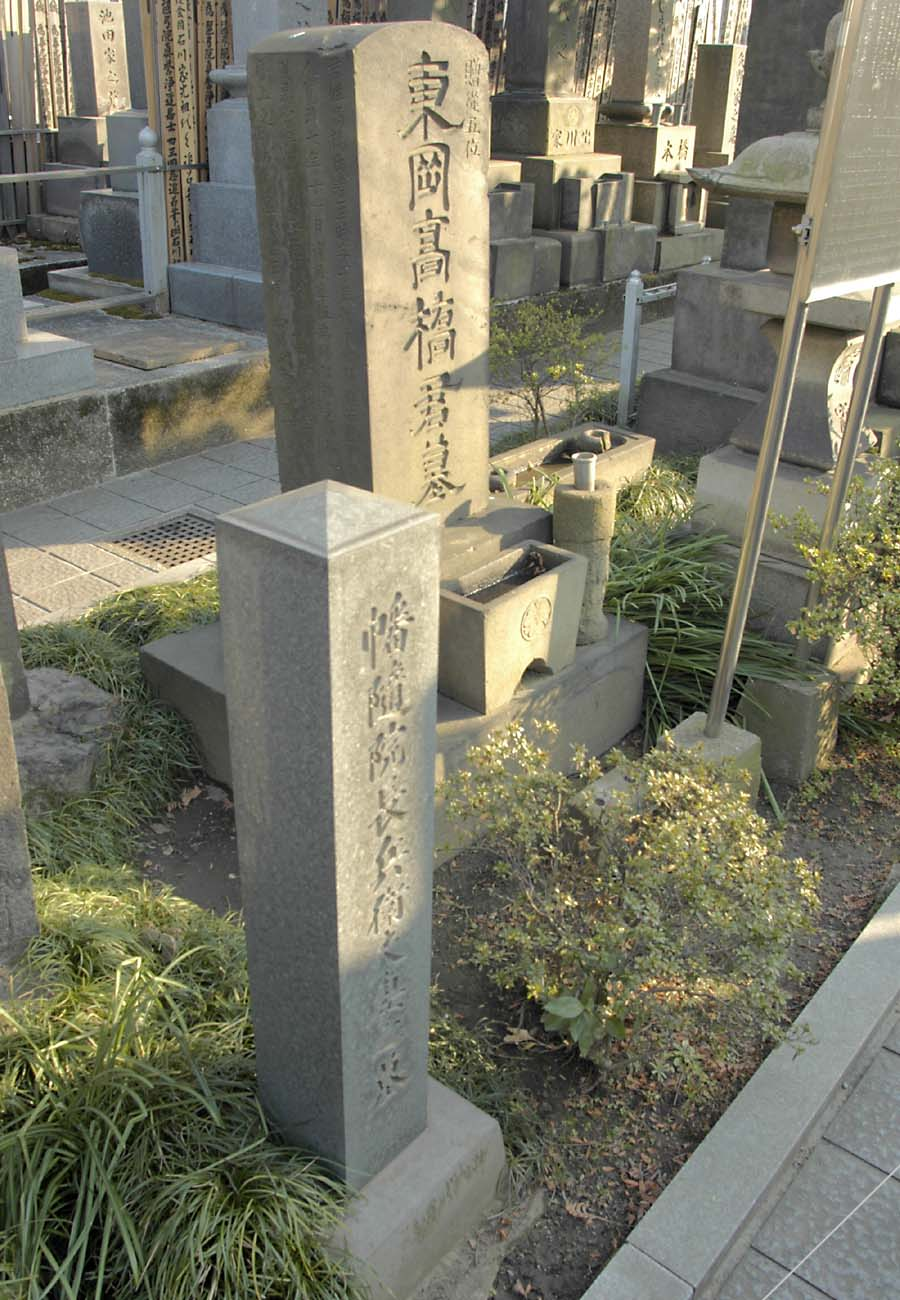
Grab des Takahashi Yoshitoki

Takahashi Yoshitoki (japanisch 高橋 至時 mit den Künstlernamen Tōkō (東岡) und Baiken (梅軒); geboren 22. Dezember 1764 in Osaka; gestorben 15. Februar 1804) war ein japanischer Astronom.

## Leben und Wirken
Takahashi Yoshitoki wurde in Osaka geboren. 1795 wurde er vom Shogunat zum offiziellen Astronomen ernannt. Zusammen mit dem Astronomen Hazama Shigetomi (間 重富, 1756–1816) entwickelte der den Kansei-Kalender, der 1789 offiziell eingeführt wurde.
Takahashi übersetzte eine niederländische Version des „Traité d'astronomie“ des französischen Astronomen Joseph Lalande (1732–1807) unter dem Titel „Lalande Kalender, Zusammenfassung“ (ラランデ暦書管見, Rarande rekisho kanken), 11 Bände aus dem Jahr 1803, von denen 8 erhalten sind.
Takahashi wurde bei der Arbeit von seinem Sohn Kageyasu unterstützt, der dann 1804 sein Nachfolger wurde.